# Roxana Carabajal
Roxana Carabajal (Buenos Aires, 21 de junio de 1973) es una cantante argentina de folclore.  Forma parte de los Carabajal, una numerosa familia de músicos santiagueños.

## Biografía
Es hija natural de Graciela Carabajal, pero fue criada creyendo que era hija de Carlos Carabajal y Zita Correa, que eran, en realidad, sus abuelos. Hasta los cuatro años vivió en Ramos Mejía. A los cinco años pisó por primera vez un escenario, en la peña El palo borracho junto a su abuelo Carlos..
A los seis años se mudó con sus abuelos a la ciudad de La Banda ―la ciudad que está unida a Santiago del Estero―, donde Carlos Carabajal instaló su primera peña, La chacarera.

Mientras ayudaba a mi padre a atender a la gente, un día me dijo: «Practicá Aquel tiempo de la infancia para que la cantes esta noche». ¡Me quedé congelada! Porque me sabía nada más que la mitad; pero igual tomé coraje y me subí a un escenario por segunda vez y de ahí en más, fui aprendiendo cada día una chacarera nueva.
Roxana Carabajal

Hasta los 17 años y gracias a aquella noche en que su abuelo la invitó a cantar, tuvo la felicidad de recorrer junto a él gran parte del país. En 1991, su tío Peteco Carabajal comenzó su carrera solista y la integró en su proyecto. Entre 1991 y 1999 grabaron varios discos: Encuentro, Memoria de amor, Borrando fronteras, Historias populares y su último trabajo Andando.
En 1999, se presentó en el Festival de Cosquín, primero como solista y después ―en el cierre del festival― dentro del grupo de Peteco. Cuatro días más tarde ganó el premio Consagración Cosquín 1999 con la zamba La tristecita (del pianista Ariel Ramírez).
En mayo de 2004 viajó por primera vez a Estados Unidos y se presentó en el Festival Argentino en Miami. Después de su recital fue invitada por Fito Páez a cantar la baguala «Yo vengo a ofrecer mi corazón».
En 2005 participó en el XLVI Festival Internacional de Viña del Mar, obteniendo el premio al mejor intérprete y Gaviota de plata con «La Luz de tu mirar». En diciembre de 2004 había sido elegida entre más de mil intérpretes de Argentina como la representante argentina de folclore.
En noviembre de 2005 fue invitada por el grupo colombiano Sur América a tocar con su grupo en el centro de convenciones de la Plaza Mayor, en Medellín (Colombia).

## Discografía[3]
- 2000: "Astilla" - EMI ODEON
- 2001: "Fe" - EMI ODEON
- 2003: "Grandes éxitos" - EMI ODEON
- 2005: "Amor, sangre y silencio" - ALTER-NATIVO AMERICANO S.A.
- 2010: "Mujer santiagueña" - DISTRIBUIDORA BELGRANO NORTE
- 2014: "Soy" - EDEN S.R.L.
- 2018: "Autóctona" - DISCO TRASHUMANTE

## Sencillos
- 2000: "El beso que te di" - EMI ODEON
- 2001: "Somos viento" - EMI ODEON
- 2005: "La luz de tu mirar" - SONY MUSIC

## Premios
- Enero de 1999: Premio Consagración de Cosquín
- Noviembre de 2000: Premio Gardel como «mejor artista revelación del año». Fue nominada también como «mejor cantante femenina de folclore», pero perdió ante Mercedes Sosa.
- Junio de 2003: premio Cóndor de Fuego como «mejor intérprete de folclore nacional».
- Febrero de 2003: se presenta como artista soporte del grupo Los Nocheros. Después de este concierto obtuvo el Premio Consagración del Festival de Tango y Folclore de Baradero (provincia de Buenos Aires).
- Febrero de 2005: gana la Gaviota de Plata como «mejor intérprete de folklore» en el Festival Internacional de Viña del Mar.